# Studia Zachodnie
Studia Zachodnie – rocznik naukowy wydawany od 1992 przez Instytut Historii Uniwersytetu Zielonogórskiego (do 2001 Wyższą Szkołę Pedagogiczną im. Tadeusza Kotarbińskiego) w Zielonej Górze.

## Charakter pisma
Pismo publikuje artykuły w językach polskim, czeskim, niemieckim i angielskim, poświęcone problematyce pogranicza polsko-niemieckiego, historii Ziem Zachodnich oraz szeroko rozumianym relacjom między Wschodem a Zachodem. Oprócz artykułów Studia Zachodnie zamieszczają również materiały źródłowe, artykuły recenzyjne i recenzje oraz sprawozdania. Czasopismo jest recenzowane.
Od 2010 rocznik znajduje się na liście czasopism punktowanych Ministerstwa Nauki i Szkolnictwa Wyższego.

## Redakcja
- Redaktor naczelny: Robert Skobelski
- Sekretarz: Łukasz Janeczek
- Komitet redakcyjny: Joanna Karczewska, Tomasz Jaworski, Tomasz Nodzyński, Stefan Dudra, Radosław Domke
- Rada programowa: Pablo Blesa Aledo, Christoph Augustynowicz, Dariusz Dolański, Jörg Jansen, Joachim Kuropka, Alicja Kusiak-Brownstein, Jan Musekamp, Czesław Osękowski, Andrzej Sakson, Wojciech Strzyżewski, Hieronim Szczegóła, Edward Włodarczyk, Kazimierz Wóycicki

## Historia redaktorów naczelnych
- Tom 1 – Joachim Benyskiewicz
- Tom 2 – Hieronim Szczegóła
- Tomy 3–6 – Czesław Osękowski
- Tomy 7–8 – Wojciech Strzyżewski
- Tomy 9–14 – Dariusz Dolański
- Tom 15 i następne – Robert Skobelski